# 로베르 2세 드 부르고뉴 공작

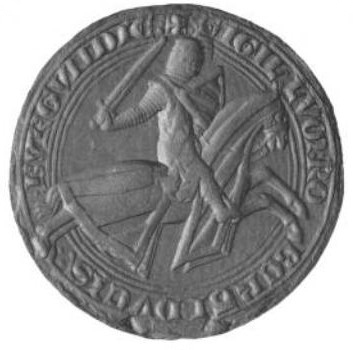

로베르 2세(Robert II, 1248년 ~ 1306년 3월 21일)는 부르고뉴의 공작으로 위그 4세의 아들이다. 위로 두 형들이 있었지만 모두 세상을 떠났기 때문에 1271년 10월 27일 아버지의 뒤를 이어 부르고뉴 공국을 물려받았다. 왕비는 루이 9세의 막내딸 아녜스로, 두 사람 사이에서는 4남 4녀가 태어났다. 부르고뉴 왕가의 시조인 로베르 1세와 같은 3월 21일에 세상을 떠났다.

## 자녀
- 위그 5세(1282~1315) : 부르고뉴 공작
- 블랑슈(1288~1348) :
- 마르그리트(1290~1315) : 프랑스 왕비(루이 10세와 결혼)
- 잔(1293~1348) : 프랑스 왕비(필리프 6세와 결혼)
- 외드 4세(1295~1350) : 부르고뉴 공작
- 루이(1297~1316) : 아카이아 공작
- 마리(1298~1336)
- 로베르(1302~1334)